# Archidiecezja Nampula
Archidiecezja  Nampula – diecezja rzymskokatolicka w Mozambiku. Powstała 4 września 1940. Podniesiona do rangi archidiecezji 4 czerwca 1984.
- Arcybiskupi
  - abp Inácio Saure (od 2017)
  - Abp Tomé Makhweliha, S.C.I. (2000−2016)
  - Abp Manuel Vieira Pinto (1984−2000)
- Biskupi
  - Abp Manuel Vieira Pinto (1967−1984)
  - Bp Manuel de Medeiros Guerreiro (1951−1966)
  - Bp Teófilo José Pereira de Andrade, O.F.M. (1941−1951)